# José Luis Jones
José Luis Jones Dougan (Guinea Española, 2 de febrero de 1939-Madrid, España; 21 de diciembre de 1993) fue un abogado y político ecuatoguineano. 

## Biografía
Nació en 1939 en el seno de una de las familias más conocidas y proespañolas de la entonces Guinea Española. Hijo de Alfredo José Jones Níger, y de Teodora Susana Dougan Kinson. Su abuelo era el terrateniente Maximiliano Cipriano Jones. Su hermano era el corredor Juan Carlos Jones y sus primos el futbolista Miguel Jones Castillo y el deportista de bobsleigh Maximiliano Jones Ivina.
Abogado de profesión, fue fiscal en el juicio contra el derrocado dictador Francisco Macías Nguema tras el golpe de Estado de 1979.
Fue opositor al régimen de Teodoro Obiang Nguema y se exilió en España, desde donde se desempeñó como secretario general del Partido del Progreso de Guinea Ecuatorial (PPGE). En 1988 regresó a Guinea Ecuatorial junto al líder del partido Severo Moto Nsá con el fin de legalizar la formación política en el país. Sin embargo, fueron acusados de planear un Golpe de Estado contra Obiang. Jones estuvo encarcelado durante cinco meses, hasta que fue indultado por Obiang y liberado en enero de 1989.
En 1990 publicó La Urdidumbre, un libro sobre la historia de Guinea Ecuatorial desde los tiempos coloniales hasta los años 80.
Exiliado nuevamente en España, falleció en Madrid el 21 de diciembre de 1993 tras una larga enfermedad.